# Xã Norway, Quận Fillmore, Minnesota
Xã Norway (tiếng Anh: Norway Township) là một xã thuộc quận Fillmore, tiểu bang Minnesota, Hoa Kỳ. Năm 2010, dân số của xã này là 343 người.